# Mezistátní utkání české hokejové reprezentace v sezóně 2017/2018
Mezistátních utkání české hokejové reprezentace v sezóně 2017/2018 bylo celkem 25. Nejprve odehrála reprezentace 2 přátelské zápasy se Slovenskem, potom 3 zápasy na Karjala Cupu 2017 a 3 zápasy na Channel One Cupu 2017. V roce 2018 následoval přátelský zápas s Finskem a v únoru 6 zápasů na Zimních olympijských hrách 2018. V dubnu ještě 4 zápasy na Euro Hockey Challenge 2018, 3 zápasy na Czech Hockey Games 2018 a 3 zápasy na Sweden Hockey Games 2018. Sezónu ukončilo 8 zápasů na Mistrovství světa v ledním hokeji 2018.

## Přehled mezistátních zápasů
| Pořadí | Datum        |       | Výsledek                             | Soupeř      | Soutěž                          | Místo utkání   |
| ------ | ------------ | ----- | ------------------------------------ | ----------- | ------------------------------- | -------------- |
| 1892.  | 23. 8. 2017  | Česko | 0 : 2 (0:1, 0:0, 0:1)                | Slovensko   | přátelsky                       | Třinec         |
| 1893.  | 24. 8. 2017  | Česko | 2 : 1 (0:1, 2:0, 0:0)                | Slovensko   | přátelsky                       | Žilina         |
| 1894.  | 8. 11. 2017  | Česko | 3 : 5 (1:1, 2:2, 0:2)                | Švédsko     | Karjala Cup 2017                | Örebro         |
| 1895.  | 10. 11. 2017 | Česko | 3 : 2 (2:0, 1:1, 0:1)                | Švýcarsko   | Karjala Cup 2017                | Helsinky       |
| 1896.  | 12. 11. 2017 | Česko | 2 : 5 (0:2, 1:2, 1:1)                | Rusko       | Karjala Cup 2017                | Helsinky       |
| 1897.  | 13. 12. 2017 | Česko | 3 : 2pp (0:2, 0:0, 2:0 - 1:0)        | Finsko      | Channel One Cup 2017            | Praha          |
| 1898.  | 15. 12. 2017 | Česko | 4 : 1 (0:0, 1:1, 3:0)                | Kanada      | Channel One Cup 2017            | Moskva         |
| 1899.  | 17. 12. 2017 | Česko | 4 : 1 (2:0, 0:0, 2:1)                | Švédsko     | Channel One Cup 2017            | Moskva         |
| 1900.  | 11. 2. 2018  | Česko | 0 : 2 (0:0, 0:2, 0:0)                | Finsko      | přátelsky                       | Anjang         |
| 1901.  | 15. 2. 2018  | Česko | 2 : 1 (2:1, 0:0, 0:0)                | Jižní Korea | Zimní olympijské hry 2018 (ZS)  | Pchjongčchang  |
| 1902.  | 17. 2. 2018  | Česko | 3 : 2sn (1:2, 1:0, 0:0 - 0:0, 1:0)   | Kanada      | Zimní olympijské hry 2018 (ZS)  | Pchjongčchang  |
| 1903.  | 18. 2. 2018  | Česko | 4 : 1 (1:1, 0:0, 3:0)                | Švýcarsko   | Zimní olympijské hry 2018 (ZS)  | Pchjongčchang  |
| 1904.  | 21. 2. 2018  | Česko | 3 : 2sn (1:1, 1:1, 0:0 - 0:0, 1:0)   | USA         | Zimní olympijské hry 2018 (ČTF) | Pchjongčchang  |
| 1905.  | 23. 2. 2018  | Česko | 0 : 3 (0:0, 0:2, 0:1)                | OAR         | Zimní olympijské hry 2018 (SMF) | Pchjongčchang  |
| 1906.  | 24. 2. 2018  | Česko | 4 : 6 (1:3, 0:0, 3:3)                | Kanada      | Zimní olympijské hry 2018 (O3M) | Pchjongčchang  |
| 1907.  | 4. 4. 2018   | Česko | 5 : 2 (2:0, 1:0, 2:2)                | Švýcarsko   | Euro Hockey Challenge 2018      | Příbram        |
| 1908.  | 5. 4. 2018   | Česko | 4 : 1 (2:0, 1:0, 1:1)                | Švýcarsko   | Euro Hockey Challenge 2018      | Příbram        |
| 1909.  | 13. 4. 2018  | Česko | 5 : 2 (0:2, 3:0, 2:0)                | Francie     | Euro Hockey Challenge 2018      | Amiens         |
| 1910.  | 14. 4. 2018  | Česko | 6 : 2 (1:2, 2:0, 3:0)                | Francie     | Euro Hockey Challenge 2018      | Cergy-Pontoise |
| 1911.  | 19. 4. 2018  | Česko | 3 : 1 (1:1, 0:0, 2:0)                | Finsko      | Carlson Hockey Games 2018       | Pardubice      |
| 1912.  | 21. 4. 2018  | Česko | 3 : 1 (1:1, 0:0, 2:0)                | Švédsko     | Carlson Hockey Games 2018       | Pardubice      |
| 1913.  | 22. 4. 2018  | Česko | 2 : 1 (1:0, 1:0, 0:1)                | Rusko       | Carlson Hockey Games 2018       | Pardubice      |
| 1914.  | 26. 4. 2018  | Česko | 1 : 3 (0:1, 0:2, 1:0)                | Švédsko     | Sweden Hockey Games 2018        | Södertälje     |
| 1915.  | 28. 4. 2018  | Česko | 2 : 5 (0:2, 1:0, 1:3)                | Finsko      | Sweden Hockey Games 2018        | Stockholm      |
| 1916.  | 29. 4. 2018  | Česko | 2 : 4 (1:2, 1:1, 0:1)                | Rusko       | Sweden Hockey Games 2018        | Stockholm      |
| 1917.  | 5. 5. 2018   | Česko | 3 : 2 PP (0:1, 1:1, 1:0 - 1:0)       | Slovensko   | Mistrovství světa 2018 (ZS)     | Kodaň          |
| 1918.  | 6. 5. 2018   | Česko | 2 : 3 (0:2, 1:0, 1:1)                | Švédsko     | Mistrovství světa 2018 (ZS)     | Kodaň          |
| 1919.  | 8. 5. 2018   | Česko | 5 : 4 SN (1:1, 3:3, 0:0 - 0:0 - 1:0) | Švýcarsko   | Mistrovství světa 2018 (ZS)     | Kodaň          |
| 1920.  | 10. 5. 2018  | Česko | 4 : 3 PP (2:1, 1:2, 0:0 - 1:0)       | Rusko       | Mistrovství světa 2018 (ZS)     | Kodaň          |
| 1921.  | 11. 5. 2018  | Česko | 3 : 0 (3:0, 0:0, 0:0)                | Bělorusko   | Mistrovství světa 2018 (ZS)     | Kodaň          |
| 1922.  | 13. 5. 2018  | Česko | 6 : 0 (3:0, 2:0, 1:0)                | Francie     | Mistrovství světa 2018 (ZS)     | Kodaň          |
| 1923.  | 14. 5. 2018  | Česko | 4 : 3 (2:1, 1:0, 1:2)                | Rakousko    | Mistrovství světa 2018 (ZS)     | Kodaň          |
| 1924.  | 17. 5. 2018  | Česko | 2 : 3 (0:2, 2:0, 0:1)                | USA         | Mistrovství světa 2018 (ČTF)    | Herning        |

## Bilance sezóny 2017/18
| Soupeř      | Zápasy | Výhry | VP | PP | Prohry | Skóre |
| ----------- | ------ | ----- | -- | -- | ------ | ----- |
| Bělorusko   | 0      | 0     | 0  | 0  | 0      | 0:0   |
| Finsko      | 4      | 1     | 1  | 0  | 2      | 8:10  |
| Francie     | 2      | 2     | 0  | 0  | 0      | 11:4  |
| Jižní Korea | 1      | 1     | 0  | 0  | 0      | 2:1   |
| Kanada      | 3      | 1     | 1  | 0  | 1      | 11:9  |
| Rakousko    | 0      | 0     | 0  | 0  | 0      | 0:0   |
| Rusko / OAR | 4      | 1     | 0  | 0  | 3      | 6:13  |
| Slovensko   | 2      | 1     | 0  | 0  | 1      | 2:3   |
| Švédsko     | 4      | 2     | 0  | 0  | 2      | 11:10 |
| Švýcarsko   | 4      | 4     | 0  | 0  | 0      | 16:6  |
| USA         | 1      | 0     | 1  | 0  | 0      | 3:2   |
| Celkem      | 25     | 13    | 3  | 0  | 9      | 70:58 |

## Přátelské mezistátní zápasy
Česko -  Slovensko  0:2  (0:1, 0:0, 0:1)
23. srpna 2017 - Třinec

Branky Česko: nikdo

Branky Slovensko: 5. Paulovič, 59. Svitana.

Rozhodčí: Hradil, Šír – Gebauer, Lederer (CZE) 

Vyloučení: 2:5		

Diváků: 4 914
Česko: Patrik Bartošák – T. Dvořák, Libor Šulák, David Sklenička, Lukáš Klok, Filip Pyrochta, David Musil, Kalina, Němeček – David Kaše, P. Musil, Radan Lenc – Miroslav Indrák, Stach, P. Straka – M. Hanzl, Herman, Uher – V. Tomeček, Tomášek, D. Šťastný. 
Slovensko: Konrád – Černák, J. Mikuš, Čerešňák, Gernát, Holenda, Kotvan, Romančík, Brejčák – A. Kudrna, Hovorka, Nagy – Svitana, L. Hudáček, Tybor – Macík, M. Zagrapan, Buc – Paulovič, Sukeľ, Koyš.
 Česko -  Slovensko  2:1  (0:1, 2:0, 0:0)
24. srpna 2017 - Žilina

Branky Česko: 31. P. Musil, 37. Tomášek 

Branky Slovensko: 18. Marek Zagrapan. 

Rozhodčí: Konc, Stano – Výleta, Tvrdoň (SVK)

Vyloučení: 5:3		

Diváků: 3 763
Česko: M. Svoboda – David Sklenička, Libor Šulák, Filip Pyrochta, T. Dvořák, Němeček, Lukáš Klok, Kalina – David Kaše, P. Musil, Radan Lenc – Miroslav Indrák, Stach, P. Straka – M. Hanzl, Tomášek, Uher – V. Tomeček, Herman, D. Šťastný. 
Slovensko: Tomek – Černák, Brejčák, Čerešňák, Gernát, Holenda, Kotvan, Romančík, Michal Roman – Svitana, L. Hudáček, Nagy – A. Kudrna, Hovorka, Tybor – Macík, Marek Zagrapan, Buc – Paulovič, Sukeľ, Koyš.  
 Česko -  Finsko  0:2  (0:0, 0:2, 0:0)
11. února 2018 - Anjang

Branky Česko: nikdo

Branky Finska: 32. Enlund, 32. Heiskanen.

Rozhodčí: ?? – ??

Vyloučení: 4:3		

Diváků: ??
Česko: Pavel Francouz (30. Dominik Furch) – Jakub Nakládal, Adam Polášek, Vojtěch Mozík, Jan Kolář, Ondřej Němec, Ondřej Vitásek, Tomáš Kundrátek, Michal Jordán – Martin Erat, Jan Kovář, Jiří Sekáč – Lukáš Radil, Tomáš Zohorna, Roman Červenka – Milan Gulaš, Tomáš Mertl, Dominik Kubalík – Michal Řepík, Horák ml., Michal Birner – Petr Koukal. 
Finsko: Koskinen – Kivistö, Lepistö, Koivisto, Hietanen, Ohtamaa, Heiskanen, Kukkonen – Hartikainen, Kemppainen, Junttila – Tolvanen, Kontiola, Peltola – Pyörälä, Lajunen, Manninen – Savinainen, Koskiranta, Enlund – Osala.